# Приверно
Приверно (на италиански: Priverno) е град и община в провинция Латина, регион Лацио в Централна Италия.
Има 14 369 жители (към 31 декември 2010). Намира се на 90 км югоизточно от Рим и 29 км източно от Фрозиноне.
През древността се казва Привернум и е град на волските. През 329 пр.н.е. Привернум е превзет от Луций Емилий Мамерцин Привернат. За попедата си той получава името Privernas.
Градът е обянен за Civitas Sine Suffragio и разцъвтява със свързването му с Виа Апия.
През 9 век е разрушен от сарацините.
Населението се заселва на височината Colle Rosso и нарича новото селище Пиперно, днешната стара част на града.
През 1927 г. Пиперно се нарича отново Приверно.